# Rota do Incenso
A Rota do Incenso é um sítio classificado pela UNESCO em Omã. Inclui árvores de olíbano (franquincenso) e os restos de um antigo oásis para o tráfico de caravanas, essencial nos tempos medievais do comércio de incenso.